# Gymnoscelis chlorobapta
Gymnoscelis chlorobapta là một loài bướm đêm trong họ Geometridae.